# 小島宏美
小島 宏美（こじま ひろみ、1977年12月12日 - ）は福岡県直方市出身の元サッカー選手である。ポジションはFW、MF（トップ下、ボランチ）。

## 来歴
高校時代は東福岡高校で山下芳輝とのコンビで活躍し、1996年にガンバ大阪に入団する。
1997年、この年のJリーグ得点王を獲得する事になるパトリック・エムボマや松波正信に次ぐFWの選手として徐々に試合に出場するようになる。
1998年は前年の得点王でクラブの上位進出に貢献したエムボマが退団、その後釜として期待されたアント・ドロブニャクがチームになかなかフィットしなかったため、レギュラーに定着。その年、34試合に出場して17得点という自己最高の記録を残す。この頃は特長のスピードを活かした得点やチャンスメイクで活躍し、「スピードスター」の異名を取った。また、この年のガンバ大阪監督のアントネッティは若手選手を積極的に起用し、小島以外にも宮本恒靖や稲本潤一、播戸竜二などの若手の選手を育てた。特に目立つ活躍をしていた小島、宮本、稲本の三人は、ガンバ三銃士とも呼ばれた。
2000年、ガンバは吉原宏太、アンドラジーニャ、ビタウなどの新戦力を迎えて開幕を迎えた。特にコンサドーレ札幌から獲得した吉原は期待されたが、吉原は小島とよく似たタイプのFWであったため、相殺してしまうのではないかと逆に不安視されることもあった。シーズンが開幕すると、新戦力のアンドラジーニャがなかなかフィットせず、ガンバは第6節まで勝利がなく低迷した。しかし第7節のFC東京戦でシーズン初勝利を飾り、徐々に勢いに乗った。この試合で小島は2得点を挙げ勝利に貢献した。続く第8節のアビスパ福岡戦で、小島は自身初のJリーグでのハットトリックを記録している。クラブも徐々に勢いに乗ったものの、前半の低迷が響き13位で1stステージを終えた。2ndステージが開幕すると、ガンバは1stステージの低迷が嘘のように快進撃を見せ、鹿島アントラーズと優勝争いを演じる。特に2ndステージ途中から加入した元クロアチア代表FWニーノ・ブーレが活躍。しかし2トップの相棒は小島ではなく吉原になっていき、小島はスーパーサブのような扱いとなった。クラブも終盤の柏レイソルや鹿島アントラーズとの直接対決に敗れ失速、結局初優勝は出来ず4位で2ndステージを終えた。
4月には日本代表に初選出され、4月26日ソウルで行われた韓国代表との試合にて国際Aマッチ初出場を果たした。その後もコンスタントに代表に招集されたものの、試合出場はなかった。
2001年、ガンバは優勝を意識したチーム作りを目指し、京都から遠藤保仁、市原から山口智を獲得、またウェストハム・ユナイテッドへの移籍が噂された宮本恒靖が労働ビザの問題で急遽残留し、当時のガンバの大きな特徴であったシドニーオリンピック日本代表世代の選手を多く抱えた状況で開幕を迎えた。優勝を狙えるメンバーは揃っていたものの、若い選手達故、勢いに乗ると強いが安定しないといった戦いが続き、結局1stステージを5位で終えた。2ndステージは、稲本潤一がアーセナルへ移籍した影響で早々に優勝争いから脱落、11位でステージを終えた。小島もコンスタントに試合に出場するものの、スタメンでの起用は少なく、またポジション的にも安定しなかったために、満足なシーズンを送れなかった。
2001年終了後、出場機会を求めて移籍を決断した。
2002年、コンサドーレ札幌にレンタル移籍。この年、札幌は新監督に柱谷哲二を迎え、小島以外にも小倉隆史やロブソンなどを獲得しシーズンに臨んだが、開幕からクラブは迷走。小島もJ1リーグ5試合無得点、ナビスコカップ2試合1得点と目立った活躍は出来ず、7月26日、レンタル元であるガンバへの復帰が発表された。しかし、小島は再びレンタルでJ2の大宮アルディージャへ移籍する。ちなみに、小島退団の前日に札幌は大宮からFWの磯山和司を獲得しており、事実上のトレード移籍である。8月3日、横浜FCとの大宮での移籍後初試合で2得点1アシストを記録し、元日本代表の片鱗を見せた。シーズン終了とともにレンタル元のガンバ大阪への復帰が発表されたものの、ガンバ大阪から戦力外通告を受けた。
2003年、大分トリニータへ完全移籍。小島の地元である九州のチームへの移籍ということで期待されたものの、怪我やDFへのコンバートなどがあり、プレーはかつてのパフォーマンスからは程遠いものだった。6月3日、契約満了により大分からの退団が発表され、6月10日にヴィッセル神戸への移籍が決まった。神戸では移籍直後こそ試合に出場していたが、チームの信頼を完全に勝ち取るまでには行かず、2003年シーズン終了後に一度戦力外通告を受けることとなる。しかし、直後の天皇杯で目覚ましい活躍を見せたことがクラブの目に留まり、再契約を勝ち取ることになった。
2004年、ヴィッセル神戸は経営破綻に伴い親会社をクリムゾングループに変更。新会社の潤沢な資金を使い、新監督に元Jリーガーのイワン・ハシェックを招聘、また元トルコ代表FWイルハンを獲得する。
ヴィッセルの話題は当然イルハンに集中したが、その陰でハシェックによりボランチ、サイドハーフ、サイドバックなど、本来のFWとは別のポジションで新境地を開拓し活躍を見せる小島も話題となる。
この年、神戸のファンが選ぶファーストステージMVPに選出された。
2004年シーズン途中に成績不振を理由にハシェックは辞任してしまったものの、同監督退任後も様々なポジションをこなしながらレギュラーとして定着し、中盤深い位置からのゲームメイクや攻撃参加で活躍したが、セカンドステージ途中に怪我を負い徐々に試合に出られなくなった。この年はボランチ、攻撃的中盤、サイドバックなどでプレーした
2005年、ヴィッセル神戸の背番号10を背負い開幕を迎えたが、前年の怪我の影響で出遅れた。クラブは主力選手の怪我での欠場や、運営体制の不備による数々の監督交代、シーズン中のキャプテン変更、精神的支柱でもあった三浦知良の横浜FCへの移籍などで混迷を深めた。小島も怪我からの回復後は、本来のポジションであるFWで徐々に試合に出場するようになり、戦力も整ってきたがチームの成績は上向くことはなく、J2降格が決まった。小島もシーズン後に戦力外となりクラブを退団した。
2006年からFC岐阜に所属していたが、2008シーズン終了後に戦力外通告を受けた。
2008年3月29日、J2開幕戦のヴァンフォーレ甲府との試合にて、FC岐阜のJ2初ゴールを挙げた。
FC岐阜に戦力外通告を受けたまま、2009年に引退を発表。京都市の企業、ピグリの執行役員に就任した。
2014年1月より愛知工業大学名電高等学校サッカー部のコーチに就任。
2019年、FC Bonbonera GIFU(東海社会人サッカーリーグ２部)にて、選手兼任コーチ。

## 所属クラブ
- 1986年 - 1989年 中泉少年団
- 1990年 - 1992年 直方第一中学校
- 1993年 - 1995年 東福岡高校
- 1996年 - 2001年 ガンバ大阪
  - 2002年 コンサドーレ札幌（期限付き移籍）
  - 2002年7月 - 同年12月 大宮アルディージャ（期限付き移籍）
- 2003年 大分トリニータ
- 2003年5月 - 2005年 ヴィッセル神戸
- 2006年 - 2008年 FC岐阜
- 2019年 - 2020年 FC Bonbonera GIFU(コーチ兼任)

## 個人成績
| 国内大会個人成績 | 国内大会個人成績 | 国内大会個人成績 | 国内大会個人成績 | 国内大会個人成績 | 国内大会個人成績 | 国内大会個人成績 | 国内大会個人成績 | 国内大会個人成績 | 国内大会個人成績 | 国内大会個人成績 | 国内大会個人成績 |
| 年度             | クラブ           | 背番号           | リーグ           | リーグ戦         | リーグ戦         | リーグ杯         | リーグ杯         | オープン杯       | オープン杯       | 期間通算         | 期間通算         |
| 年度             | クラブ           | 背番号           | リーグ           | 出場             | 得点             | 出場             | 得点             | 出場             | 得点             | 出場             | 得点             |
| 日本             | 日本             | 日本             | 日本             | リーグ戦         | リーグ戦         | リーグ杯         | リーグ杯         | 天皇杯           | 天皇杯           | 期間通算         | 期間通算         |
| ---------------- | ---------------- | ---------------- | ---------------- | ---------------- | ---------------- | ---------------- | ---------------- | ---------------- | ---------------- | ---------------- | ---------------- |
| 1996             | G大阪            | -                | J                | 9                | 1                | 2                | 0                | 3                | 1                | 14               | 2                |
| 1997             | G大阪            | 13               | J                | 20               | 1                | 6                | 1                | 3                | 0                | 29               | 2                |
| 1998             | G大阪            | 13               | J                | 34               | 17               | 4                | 3                | 1                | 0                | 39               | 20               |
| 1999             | G大阪            | 11               | J1               | 21               | 6                | 3                | 1                | 2                | 2                | 26               | 9                |
| 2000             | G大阪            | 11               | J1               | 30               | 9                | 3                | 0                | 4                | 2                | 37               | 11               |
| 2001             | G大阪            | 11               | J1               | 17               | 2                | 2                | 0                | 3                | 0                | 22               | 2                |
| 2002             | 札幌             | 11               | J1               | 5                | 0                | 2                | 1                | -                | -                | 7                | 1                |
| 2002             | 大宮             | 11               | J2               | 11               | 3                | -                | -                | 0                | 0                | 11               | 3                |
| 2003             | 大分             | 18               | J1               | 0                | 0                | 1                | 0                | -                | -                | 1                | 0                |
| 2003             | 神戸             | 31               | J1               | 6                | 0                | 1                | 0                | 3                | 1                | 10               | 1                |
| 2004             | 神戸             | 20               | J1               | 21               | 2                | 5                | 0                | 0                | 0                | 26               | 2                |
| 2005             | 神戸             | 10               | J1               | 11               | 0                | 0                | 0                | 1                | 0                | 12               | 0                |
| 2006             | 岐阜             | 20               | 東海1部          | 11               | 6                | -                | -                | 3                | 2                | 14               | 8                |
| 2007             | 岐阜             | 20               | JFL              | 28               | 7                | -                | -                | 3                | 0                | 31               | 7                |
| 2008             | 岐阜             | 20               | J2               | 27               | 2                | -                | -                | 2                | 0                | 29               | 2                |
| 通算             | 日本             | 日本             | J1               | 174              | 38               | 29               | 6                | 20               | 6                | 223              | 50               |
| 通算             | 日本             | 日本             | J2               | 38               | 5                | -                | -                | 2                | 0                | 40               | 5                |
| 通算             | 日本             | 日本             | JFL              | 28               | 7                | -                | -                | 3                | 0                | 31               | 7                |
| 通算             | 日本             | 日本             | 東海1部          | 11               | 6                | -                | -                | 3                | 2                | 14               | 8                |
| 総通算           | 総通算           | 総通算           | 総通算           | 251              | 56               | 29               | 6                | 28               | 8                | 308              | 70               |

## 代表歴

### 試合数
- 国際Aマッチ 1試合 0得点(2000年)[1]

| 日本代表 | 国際Aマッチ | 国際Aマッチ |
| 年       | 出場        | 得点        |
| -------- | ----------- | ----------- |
| 2000     | 1           | 0           |
| 通算     | 1           | 0           |

### 出場
| No. | 開催日         | 開催都市 | スタジアム | 対戦相手 | 結果 | 監督                 | 大会         |
| --- | -------------- | -------- | ---------- | -------- | ---- | -------------------- | ------------ |
| 1.  | 2000年04月26日 | ソウル   |            | 韓国     | ●0-1 | フィリップ・トルシエ | 国際親善試合 |

## CM
- 明治乳業『明治エッセル スーパーカップ』 - 宮本恒靖・中澤佑二との共演
- ナイキ『今日も蹴ったか? 僕らの高校サッカー生活篇』 （2000年） - 南雄太、山口智、小野伸二との共演